# 東內麻里子
東內麻里子（日语：／ Higashiuchi Mariko，1989年12月23日—）是日本的女性聲優，東京都出身。VIMS所屬。日本播音演技研究所、日本大學藝術學部畢業。

## 人物
擁有高中的國文教師執照，並擁有劍道初段、英檢準2級的證照。

## 演出作品
※粗體字為主要角色。

### 電視動畫
2012年
- 火影忍者疾風傳（蘭德、亞貴、幼年殺人蜂、學院的學生、連合的忍者、少年、宇智波治里）

2013年
- 火影忍者疾風傳（玉緒）

2014年
- 最近，妹妹的樣子有點怪？（小孩B、般若眾女子）
- 農林（金上虎於〈金錢金上〉[3]）
- 火影忍者疾風傳（不知火玄間〈幼少〉、煙霧一族的人們、木葉忍者村的人們、宇智波泉奈〈少年〉）
- 天體的方式（小孩）
- 狼少女與黑王子（商店店員）

2015年
- 銃皇無盡的法夫納（瑪伊卡·斯圖爾特[4]）
- 四月是你的謊言（男孩子、觀眾）
- 食戟之靈（店員B、母親）
- 火影忍者疾風傳（佐奈、千、朋友、不知火玄間〈少年期〉、香鱗的母親）
- GATE 奇幻自衛隊 在彼方的土地，如斯的戰鬥（攝影師）
- 下流梗不存在的灰暗世界（布料成群的女子A、布料成群的女子B）
- 重裝武器（淑女）
- 流浪神差 ARAGOTO（靫巴）
- 落第騎士英雄譚（新宮寺黑乃[5]）
- 機動戰士GUNDAM 鐵血的孤兒（哈芭、歐格·伊茲卡〈幼少期〉[6]）
- 彗星·路西法（母、村人）
- 女武神驅動 -美人魚-（不良）

2016年
- 火影忍者疾風傳（羽織、泰造）
- Active Raid－機動強襲室第八課－（區長、新宿署署長）
- NORN9 命運九重奏（同級生2）
- 百無禁忌！女高中生私房話（體育教師、電影聲音）
- Dimension W －第四次元－（仁）
- JoJo的奇妙冒險 不滅鑽石（虹村形兆〈幼年〉）
- 文豪Stray Dogs（女性職員）
- 食戟之靈 貳之皿（西園和音）
- Tales of Zestiria the X 第1期（塔奧）
- 半田君傳說（女學生B）
- 齊木楠雄的災難（目良的弟弟、黑澤妃）
- 路人超能100（神室母）
- 超自然9人組（女子）

2017年
- 人渣的本願（小學生C）
- 偶像事變（母親）
- 幼女戰記（少年）
- 慕留人-火影忍者新世代-（糸井鶴[7]、母親、買票的老奶奶、文淡的母親）
- ID-0（秘書）
- 騎士&魔法（阿奇德·歐塔〈幼年〉）
- 徒然喜歡你（飯島香奈的母親、小松貴子）
- 血界戰線 & BEYOND（阿尼拉）
- 犬屋敷（女學生、客）
- Just Because!（女性播報員）

2018年
- 慕留人-火影忍者新世代-（觀音寺西瓜[8]、少女的母親、觀眾）
- 霸穹 封神演義（村裡的人們）
- 牙狼 -VANISHING LINE-（卡羅爾）
- Fate/EXTRA Last Encore（教師）
- 重神機潘多拉（士兵、雲傑〈少年〉）
- 和風喫茶鹿楓堂（客人）
- 鋼彈創鬥者 潛網大戰（玫瑰）
- 高分少女（藤田〈小學生〉）
- 工作細胞（抑制性T細胞3、未成熟胸腺細胞1）
- JoJo的奇妙冒險 黃金之風（喬魯諾的母親）
- 偶像大師 SideM 有理由Mini！（媽媽）
- 隔壁的吸血鬼美眉（女學生A）
- 終將成為妳（園村菜月）

2019年
- 機獸戰記 狂野爆發（抵抗者）
- 琴之森（オーブリー・タナス）
- 叛逆性百萬亞瑟王（卡莉娜）
- 閃亮模力小天才（玩家E）
- 魔法水果籃（草摩潑春〈幼年〉）
- 炎炎消防隊（第5天使們3）
- 在地下城尋求邂逅是否搞錯了什麼II（亞馬遜娼婦、亞馬遜人）
- 毛球權次郎（大猩猩、母的大猩猩）
- Fairy Gone（于爾根·道恩〈少年〉）
- 食戟之靈 神之皿（夫人）
- 歌舞伎町夏洛克（露西‧蒙斯坦[9]）

2020年
- 慕留人-火影忍者新世代-（老婆婆）
- 索瑪麗與森林之神（哈萊索村人）
- 魔法水果籃 2nd season（草摩潑春〈幼年〉）
- 白貓Project ZERO CHRONICLE（母親）
- 八男？別鬧了！（瑪莉詠）
- 格萊普尼爾（海斗〈小學生〉）
- 神奇柑仔店 錢天堂（宮木信也）
- 恋与制作人（黑衣人）
- 災禍的真理 -ZUERST-（阿莉亞）
- A3!（觀眾）

2021年
- 萌可魯玩偶貓 第2期（勇氣）
- 如果究極進化的完全沉浸RPG比現實還更像垃圾遊戲的話（女神）
- Vivy -Fluorite Eye's Song-（凯蒂）
- 卡片戰鬥！！先導者 overDress（梶田忍）
- 開掛藥師的異世界悠閒生活～到異世界開藥房去～（安娜貝爾[10]）
- 現實主義勇者的王國重建記（瑪卡莉妲·汪達）
- Love Live! Superstar!!

2022年
- 這個不能播！（淺部、憐菜、現地居民女A、工藤P）
- 魔法使黎明期（阿姆尼爾）
- 金裝的維爾梅～瀕臨留級的魔法師聯手最強災厄勇闖魔法世界～（壞小孩）
- 異世界歸來的舅舅（幼年萊卡）

2023年
- 卡片戰鬥！！先導者 will+Dress Season2（梶田忍）
- 黃金神威 第4期（小孩們）
- 卡片戰鬥！！先導者 will+Dress Season3（梶田忍）
- 七魔劍支配天下（少年歐布萊特）
- 冒險大陸 阿尼亞王國（〈小孩〉）
- 神明選拔
- 我的新上司是天然呆（幼少青山）

2024年
- 卡片戰鬥！！先導者 Divinez（梶田忍）
- RINKAI！女子競輪（向日町京子）
- 烏鴉不擇主（一巳〈幼年〉）
- 再見，地球（迷霧）
- 神明選拔 Season2 完結篇
- 平凡職業造就世界最強 season 3（必殺的巴托菲爾德）

2025年
- 我和班上最討厭的女生結婚了。（遊戲聲音）
- Idol光之美少女你與我（男孩子、坂上琉華、咖啡Glitter的客人）
- Dr.STONE 新石紀 SCIENCE FUTURE（瑪雅[11]）
- 再見，地球 第2期（迷霧）

### OVA
2016年
- 食戟之靈 巧的下町合戰（女性客）※單行本第18卷附贈DVD限定版

### 動畫電影
2014年
- 阿茹茉妮（日语：アルモニ）（園子）

2015年
- 好想大聲說出心底的話。（岡田[12]）

2018年
- 文豪Stray Dogs DEAD APPLE（女性職員）

### 遊戲
2010年
- 輪轉惡魔（忍者）

2012年
- 歌之王子殿下♪ Debut
- Dragon's Dogma

2014年
- JUDAS CODE（主角〈女〉[13]）

2015年
- 車娘收藏（Land Cruiser 70）

2018年
- 天華百劍-斬（長篠一文字）

### 外語配音

#### 電影
2013年
- 熊麻吉
- 我是王（秀妍〈李荷妮〉）

2014年
- 沃瑪咪呀（馬可）

2015年
- 聖母峰（鮑伯·威瑟斯）
- 熊麻吉2（看護師2[14]）
- Projet-M（賈斯汀）

2016年
- 關鍵救援：巴士657（Kris〈吉娜·卡拉諾〉）

### 廣播劇CD
- Barico廣播劇CD最終卷「道別四重奏―Good bye Quartet―」（男孩子、記者）

## 外部連結
- 事務所官方簡歷 （页面存档备份，存于）（日語）